# Dacus pseudomirificus
Dacus pseudomirificus är en tvåvingeart som beskrevs av White och Goodger 2009. Dacus pseudomirificus ingår i släktet Dacus och familjen borrflugor.
Artens utbredningsområde är Tanzania. Inga underarter finns listade i Catalogue of Life.